# بستان الباشا
بستان الباشا قرية في السهل الساحلي تتبع مركز ناحية قرى مركز ومنطقة جبلة في محافظة اللاذقية.
تقع في أرض سهلية تنحدر أراضيها جنوباً بلطف إلى نهر الشحادة الروس وتعد جزءاً من المصطبة الدنيا، تجاور طريق طرطوس اللاذقية من الغرب وتبعد 2.5كم عن البحر و8كم إلى الشمال من مدينة جبلة. نشأت القرية حديثاً، بمساكن تقليدية متلاصقة مبنية من الحجارة والطين، أما مساكنها الحديثة فإسمنتية وبعضها متعددة الطوابق.
هاجر إليها بعض سكان القرى المجاورة، مما أدى إلى امتداد عمرانها إلى الظهرة المجاورة وتجاوزت الطريق الرئيسة بين اللاذقية-طرطوس غرباً.
يعمل السكان بالزراعة أغلبها زراعة كثيفة ومروية.
ومن أهم حاصلاتها: الخضر، التبغ، الحمضيات وتربى فيها الأبقار للتسويق. تشرب من مشروع نهر السن. تتصل مع مدينة جبلة عبر طريق اللاذقية-جبلة المزفتة
وهذه القرية مسقط رأس(أنيسة مخلوف) زوجة الرئيس السوري الراحل(حافظ الأسد) وأم الرئيس السوري الحالي(بشار الأسد)
.